# Boudnib
Boudnib, o Boudenib, è una città dell'est Marocco, nella provincia di Errachidia, nella regione di Drâa-Tafilalet, sita sui monti dell'Atlante, vicina ai confini con l'Algeria.
L'abitato sorge sulle sponde del fiume Guir in corrispondenza di un'oasi. Sempre lungo il corso del fiume, a monte rispetto Boudenib,  si trova l'abitato di Tazzouguert, a valle quello di Oulad Ali.